# Neel Sethi
Neel Sethi (New York, 22 dicembre 2003) è un attore statunitense.
È diventato popolare grazie all'interpretazione di Mowgli nel film del 2016 Il libro della giungla.

## Biografia
Di origini indiane, Neel Sethi è nato il 22 dicembre 2003 a New York. Dopo aver recitato nel cortometraggio Diwali nel 2013, ha esordito al cinema nel 2016 interpretando il protagonista Mowgli nella versione live action del classico Disney Il libro della giungla, diretto da Jon Favreau. La ricerca dell'attore che avrebbe dovuto interpretare questo ruolo non fu affatto semplice: sono state aperte, infatti, audizioni a migliaia di ragazzini provenienti da Stati Uniti, Regno Unito, Nuova Zelanda e Canada. Alla fine, è stato scelto Sethi. Il direttore del casting Sarah Finn ha motivato tale scelta, affermando che Sethi incarnava "il cuore, l'umorismo e l'audacia del personaggio. È sensibile e simpatico, ma è anche intelligente nonostante la giovane età e tutti noi siamo rimasti sorpresi dalla sua performance". Nel film è l'unico vero personaggio umano, infatti tutti gli altri attori hanno prestato solo la voce per doppiare i personaggi animali.

## Filmografia
- Diwali, regia di Raj Trivedi - cortometraggio (2013)
- Il libro della giungla (The Jungle Book), regia di Jon Favreau (2016)
- The Last O.G. – serie TV, episodio 2x02 (2019)
- All You Need Is Blood, regia di Bucky Le Boeuf e Cooper Roberts (2023)